# Bureau des services financiers (Québec)
Le Bureau des services financiers (BSF) était un organisme québécois d’encadrement de la distribution des produits et services financiers couvrant les différentes disciplines définies par la Loi sur la distribution de produits et services financiers, soit l’assurance de personnes, l’assurance collective de personnes, l’assurance de dommages, l’expertise en règlement de sinistres, la planification financière, le courtage en épargne collective, le courtage en contrats d’investissement et le courtage en plans de bourses d’études. Le BSF était en opération de 1998 à 2004, alors que sa mission a été transférée à l'Autorité des marchés financiers.

## Historique
Le BSF est instauré par la Loi sur la distribution de produits et services financiers et entre officiellement en fonction le 26 août 1998 par décret gouvernemental. Dans sa première année, le BSF a mis en place les ressources requises pour assurer sa mission.
Au 1er octobre 1999, le BSF a remplacé le Conseil des assurances de personnes et le Conseil des assurances de dommages. Le BSF assuma aussi une partie de la mission de la Commission des valeurs mobilières du Québec (CVMQ) à l'égard des représentants et des cabinets qui exerçaient en épargne collective, en contrats d'investissement ou en plans de bourses d'études, notamment pour la délivrance des droits d'exercice.
Le BSF remplaça aussi l'Inspecteur général des institutions financières (IGIF) dans l'encadrement de l'ensemble des cabinets multidisciplinaires et des planificateurs financiers.
Plusieurs ajustements réglementaires sont faits en 2000 à la suite de l'adoption de la Loi sur la distribution des produits et services financiers, notamment le rehaussement de la formation minimale après 2002, des règles relatives à la propriété des cabinets dans les disciplines de l’assurance de personnes et de l’assurance collective de personnes (notion d’agent et de courtier) et de l’avis de consentement particulier. Le BSF a alors publié l'ensemble de ses règlements de nature administrative et son règlement intérieur, ainsi que ceux des chambres (CSF et CAD).
Plusieurs conventions de trois ans sont signées en 2001 avec certains ordres professionnels (administrateurs agréés, comptables agréés, notaires et comptables généraux accrédités) pour l'encadrement de leurs membres porteurs du titre « Planificateur financier ». La même année se tiennent les premières élections des administrateurs des Chambres sont tenues la même année tandis que les comités décisionnels des entreprises inscrites sont mis en place. Le BSF encadre alors 37 225 représentants et 6910 entreprises, répartis dans les huit disciplines définies par la Loi 188.
Le BSF met en place en 2002 un centre de renseignements et de référence ainsi qu'un service de l'inspection et des enquêtes. Finalisation de la procédure de traitement des plaintes en cabinet. Entrée en vigueur de la majorité des articles portant sur les divulgations. Démarrage de comité de travail, notamment pour l'accessibilité à l'assurance de responsabilité professionnelle, les examens en assurance de dommages et le nouveau programme de qualification en assurance de personnes (LLPQ) mis en place par les homologues canadiens.
L'année suivante la réglementation relative à l'entrée en carrière, aux divulgations, aux guides de distribution entre en vigueur. Le règlement n°1 du BSF modifie les exigences de formation minimale pour les disciplines de l'assurance collective de personnes, de l'assurance de dommages et de l'expertise en règlement de sinistres. Nouvelle exigence de la demande d'attestation du niveau d'études équivalent au DEC.

### Dissolution (2002-2004)
Le 11 décembre 2002 la Loi sur l'Agence nationale d'encadrement du secteur financier est sanctionnée. Cette loi vise à créer un organisme unique chargé d'administrer toutes les lois relatives à l'encadrement du secteur financier. La loi institue un bureau de transition rassemblant la nouvelle agence, la CVMQ, le BSF, la RADQ, le FISF et l'IGIF.
Ce bureau de transition est actif jusqu'au 1er février 2004, date à laquelle le BSF est aboli et ses responsabilités transférées à l'Autorité des marchés financiers (qui est le nouveau nom pris par l'agence unique créée par la loi de 2002). Le BSF transfert ainsi à l'AMF notamment 72 pouvoirs réglementaires prévus par la Loi, 14 règlements et 17 directives et moratoires adoptés; un service de l'inspection des enquêtes; un encadrement de la distribution sans représentant; un centre de renseignements, et un mécanisme de traitement des plaintes et de règlement des différends; une structure opérationnelle pour la gestion de l'accès à la carrière (formation minimale, examens, stage); une structure opérationnelle pour la gestion de la délivrance et du renouvellement des certificats de représentants et d'inscription pour les cabinets, sociétés autonomes et représentants autonomes; un système informatique pour toutes les opérations administratives multidisciplinaires de formation, de pré-certification, de certification et d'inscription; et un registre à jour de plus de 39 000 représentants et 6660 entreprises inscrites.

## Mission
Le BSF veillait à la protection du public par le biais de l’application des dispositions de la Loi et de ses règlements auxquelles sont assujettis les titulaires de certificat, les cabinets, les représentants et les sociétés autonomes ainsi que les assureurs et les distributeurs, dans le cadre de la distribution sans représentant. Pour ce faire, il était responsable d’élaborer une large part de la réglementation, à l’exception des codes de déontologie, de la formation continue et des titres professionnels édictés, selon le cas, par la Chambre de la sécurité financière, la Chambre de l'assurance de dommages ou l’Institut québécois de planification financière ainsi qu’une partie de la réglementation applicable aux représentants en valeurs mobilières, laquelle est édictée par la Commission des valeurs mobilières du Québec.
Le BSF délivrait les droits de pratique par la certification des représentants et l’inscription des cabinets, des représentants autonomes et des sociétés autonomes. Il s’assurait ainsi, notamment, que les conditions d’admissibilité au certificat (formation minimale, examens, stages) soient rencontrées. Il se chargeait aussi de l’inspection et du contrôle des activités des inscrits et impose des sanctions, s’il y a lieu. Il régissait la distribution sans représentant, notamment par l’approbation des guides de distribution qui doivent être remis aux consommateurs.
De plus, le BSF était responsable du Centre de renseignements et de référence lequel offrait aux consommateurs ainsi qu’aux acteurs de l’industrie des réponses à leurs questions et, s’il y a lieu, un service d’accompagnement et de soutien pour toute démarche relative à la distribution des produits et services financiers. Ce centre de renseignements était aussi le point central de réception des plaintes.
Le Bureau des services financiers était en liaison constante avec plusieurs organismes partenaires qui avait chacun, dans leur domaine respectif, un rôle à jouer sur le plan de la protection du consommateur : la Chambre de l'assurance de dommages, la Chambre de la sécurité financière, la Commission des valeurs mobilières du Québec, le Fonds d’indemnisation des services financiers, l’Inspecteur général des institutions financières ainsi que l’Institut québécois de planification financière.
Ainsi, le Bureau proposait un cadre de référence unique rassemblant sous sa gouverne tous les intervenants du milieu de la distribution de produits et services financiers pour un encadrement cohérent et intégré de l’ensemble des disciplines.

## Gouvernance
Un conseil d'administration de quinze membres administrait l'organisme. Dix d'entre eux étaient nommés par le ministre d'État à l'Économie et aux Finances du gouvernement du Québec, dont la présidente et le vice-président.
Parmi ces dix membres nommés, cinq étaient choisis pour représenter le public et cinq autres proviennent du milieu de la planification financière, de l’assurance de personnes, de l’assurance de dommages, des institutions de dépôts ou des organismes de placement collectif.
Les cinq derniers membres provenaient des Chambres (trois de la Chambre de la sécurité financière et deux de la Chambre de l'assurance de dommages).
De 1998 à 2004, Louise Champoux-Paillé a agi comme présidente-directrice-générale de cet organisme québécois.

### Textes officiels
- Loi sur la distribution de produits et services financiers, RLRQ, c. D-9.2  (lire en ligne, consulté le 26 novembre 2023)